# Майбулак (Казигуртський район)
Майбула́к (каз. Майбұлақ) — село у складі Казигуртського району Туркестанської області Казахстану. Входить до складу сільського округу Сабира Рахімова.
Населення — 1118 осіб (2021; 1238 у 2009, 1095 у 1999, 864 у 1989).